# Museniopsis
Museniopsis là chi thực vật có hoa trong họ Apiaceae.